# ベン・ウィショー
ベン・ウィショー（Ben Whishaw, 1980年10月14日 - ）は、イギリスの俳優。

## 経歴
イングランド・ベッドフォードシャー州出身。双子の兄弟ジェームズがいる。英国王立演劇アカデミーを卒業。卒業後は舞台・映画・テレビ映画と様々な作品に出演。2005年公開の『ブライアン・ジョーンズ ストーンズから消えた男』でザ・ローリング・ストーンズのキース・リチャーズを演じた。
トレヴァー・ナン演出の舞台『ハムレット』のタイトルロールを演じて批評家から絶賛され、この舞台を見た監督のトム・ティクヴァ、プロデューサーのベルント・アイヒンガーの目に留まり、映画『パフューム ある人殺しの物語』の主演に抜擢された。その後『007 スカイフォール』にて、ジェームズ・ボンドを支えるQ役に起用された。
2013年3月より、ジュディ・デンチが出演するジョン・ローガンの舞台に出演が決まっている。
2018年のテレビドラマ『英国スキャンダル〜セックスと陰謀のソープ事件』での演技により、第76回ゴールデングローブ賞ドラマ部門助演男優賞及び第71回プライムタイム・エミー賞助演男優賞を受賞した。

## 私生活
ウィショーは数年間、自分の人生についての質問に答えることを拒否していた。彼は2011年に雑誌「アウト」とのインタビューで次のように語っている。「俳優として、プライバシー、どんなことをしているにせよ、セクシャリティの神秘性に対する完全な権利を持っている。公の場に出ているからといってなぜそれを公然と語る必要があるのか分からない。なぜ、俳優がセレブリティになってしまうのか分からない。」。
2012年8月にオーストラリアの作曲家マーク・ブラッドショウと市民パートナーシップを結んだ。

## フィルモグラフィ
※役名の太字表記は主演。

### 映画
| 年   | 題名                                                                | 役名                           | 備考                           | 吹き替え |
| ---- | ------------------------------------------------------------------- | ------------------------------ | ------------------------------ | -------- |
| 1999 | ザ・トレンチ（塹壕） The Trench                                     | Pte. James Deamis              |                                |          |
| 2004 | Jの悲劇 Enduring Love                                               | スパッド                       |                                |          |
| 2004 | レイヤー・ケーキ Layer Cake                                         | シドニー                       |                                |          |
| 2005 | ブライアン・ジョーンズ ストーンズから消えた男 Stoned                | キース・リチャーズ             | 津田英佑                       |          |
| 2007 | パフューム ある人殺しの物語 Perfume: The Story of a Murderer        | ジャン＝バティスト・グルヌイユ | 佐藤淳                         |          |
| 2007 | アイム・ノット・ゼア I'm Not There                                  | アルチュール（ボブ・ディラン） | （吹き替え版なし）             |          |
| 2008 | 情愛と友情 Brideshead Revisited                                     | セバスチャン・フライト         | 草尾毅                         |          |
| 2009 | ザ・バンク 堕ちた巨像 The International                             | ルネ・アンタール               |                                |          |
| 2009 | ブライト・スター いちばん美しい恋の詩 Bright Star                   | ジョン・キーツ                 | （吹き替え版なし）             |          |
| 2010 | テンペスト The Tempest                                              | アリエル                       | （吹き替え版なし）             |          |
| 2012 | 007 スカイフォール Skyfall                                          | Q                              | 川本克彦                       |          |
| 2012 | クラウド アトラス Cloud Atlas                                       | ロバート・フロビッシャー       | 前野智昭                       |          |
| 2013 | ゼロの未来 The Zero Theorem                                         | 医者 3                         | 小林親弘                       |          |
| 2013 | ブロークン・ポイント Days and Nights                                | エリック                       | （吹き替え版なし）             |          |
| 2014 | 追憶と、踊りながら Lilting                                          | リチャード                     | （吹き替え版なし）             |          |
| 2014 | パディントン Paddington                                             | パディントン                   | 声の出演                       | 松坂桃李 |
| 2015 | ロブスター The Lobster                                              | 脚の悪い男                     |                                | 長谷部忠 |
| 2015 | 未来を花束にして Suffragette                                        | サニー・ワッツ                 | （吹き替え版なし）             |          |
| 2015 | リリーのすべて The Danish Girl                                      | ヘンリク                       | 鈴木正和                       |          |
| 2015 | 007 スペクター Spectre                                              | Q                              | 川本克彦                       |          |
| 2015 | 白鯨との闘い In the Heart of the Sea                                | ハーマン・メルヴィル           | 中村章吾                       |          |
| 2016 | 王様のためのホログラム A Hologram for the King                      | デイヴ                         | カメオ出演 日本公開は2017年2月 | 金城大和 |
| 2017 | パディントン2 Paddington 2                                          | パディントン                   | 声の出演                       | 松坂桃李 |
| 2018 | メリー・ポピンズ リターンズ Mary Poppins Returns                    | マイケル・バンクス             |                                | 谷原章介 |
| 2019 | リトル・ジョー Little Joe                                           | クリス                         | （吹き替え版なし）             |          |
| 2019 | どん底作家の人生に幸あれ! The Personal History of David Copperfield | ユライア・ヒープ               | （吹き替え版なし）             |          |
| 2020 | Surge                                                               | Joseph                         |                                |          |
| 2021 | 007/ノー・タイム・トゥ・ダイ No Time to Die                         | Q                              | 川本克彦                       |          |
| 2022 | ウーマン・トーキング 私たちの選択 Women Talking                     | オーガスト・エップ             | 川田紳司                       |          |
| 2023 | Bad Behaviour                                                       | エロン・ベロン                 | N/A                            |          |
| 2023 | Passages                                                            | マーティン                     | N/A                            |          |
| 2023 | Good Boy                                                            | ダニー                         | N/A                            |          |
| 2024 | パディントン 消えた黄金郷の秘密 Paddington in Peru                  | パディントン                   | 声の出演                       | 松坂桃李 |
| 2025 | リモノフ Limonov: The Ballad                                        | エドワルド・リモノフ           |                                | TBA      |
| TBA  | Paddington 4                                                        | パディントン                   | 声の出演                       | TBA      |

### テレビ
※主演は太字表記。
| 年        | 題名                                                                | 役名                                    | 備考                                        | 吹き替え           |
| --------- | ------------------------------------------------------------------- | --------------------------------------- | ------------------------------------------- | ------------------ |
| 2011-2012 | THE HOUR 裏切りのニュース The Hour                                  | フレディ・リヨン                        | 計12話出演                                  |                    |
| 2012      | ホロウ・クラウン/嘆きの王冠 The Hollow Crown                        | リチャード2世                           | テレビ映画                                  | （吹き替え版なし） |
| 2015      | ロンドン・スパイ London Spy                                         | ダニー                                  | ミニシリーズ、計5話出演                     |                    |
| 2018      | 英国スキャンダル〜セックスと陰謀のソープ事件 A Very English Scandal | ノーマン・スコット / ノーマン・ジョシフ | ソープ事件を題材にしたBBC Oneのテレビドラマ | 小野友樹           |
| 2019-     | パディントンのぼうけん The Adventures of Paddington                 | パディントン                            | 声の出演                                    | 羽多野渉           |
| 2020      | FARGO/ファーゴ:カンザスシティ Fargo                                 | ラビ・ミリガン                          | 計7話出演                                   | 越後屋コースケ     |
| 2021      | 産婦人科医アダムの赤裸々日記 This Is Going to Hurt                  | アダム・ケイ                            | 計7話出演                                   | 三木眞一郎         |
| 2024      | ブラック・ダヴ Black Doves                                          | サム                                    | Netflixオリジナルドラマ                     | 川本克彦           |